# Golmés
Golmés – gmina w Hiszpanii, w prowincji Lleida, w Katalonii, o powierzchni 16,79 km². W 2011 roku gmina liczyła 1741 mieszkańców.